# Miguel Barrera (Teksas)
Miguel Barrera je naseljeno mjesto za statističke potrebe u američkoj saveznoj državi Teksas. Prema popisu stanovništva iz 2010. u njemu je živjelo 128 stanovnika.